# Photek

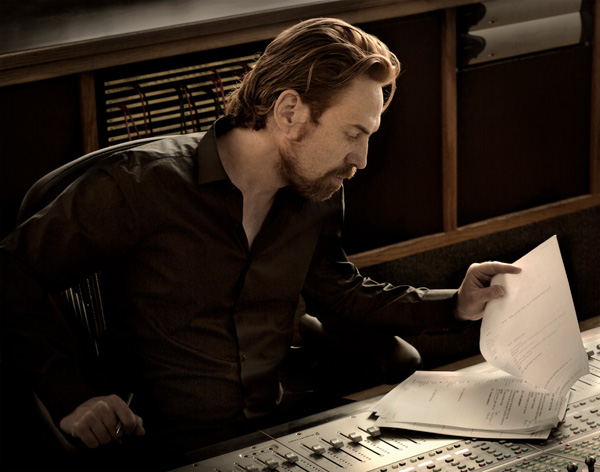
Photek

Photek is Rupert Parkes (geboren in 1972, St. Albans, Engeland), een platenproducer en DJ uit Los Angeles. Hij maakte al vroeg deel uit van de drum and bass-scène (zijn eerste release was in 1992) en is nog altijd een van de meest gerespecteerde DJ's in het genre. Tot in de late jaren 90 maakte hij remixen. Ook werkte hij mee aan de soundtrack van films, met name The Animatrix. Hij is gehuwd met de Nederlandse filmmaakster Miriam Kruishoop.

## Discografie

### Albums
- (1997) Risc vs. Reward
- (1997) Modus Operandi
- (1998) Form and Function
- (2000) Solaris
- (2006) Form and Function Vol. 2